# Colarinho-branco

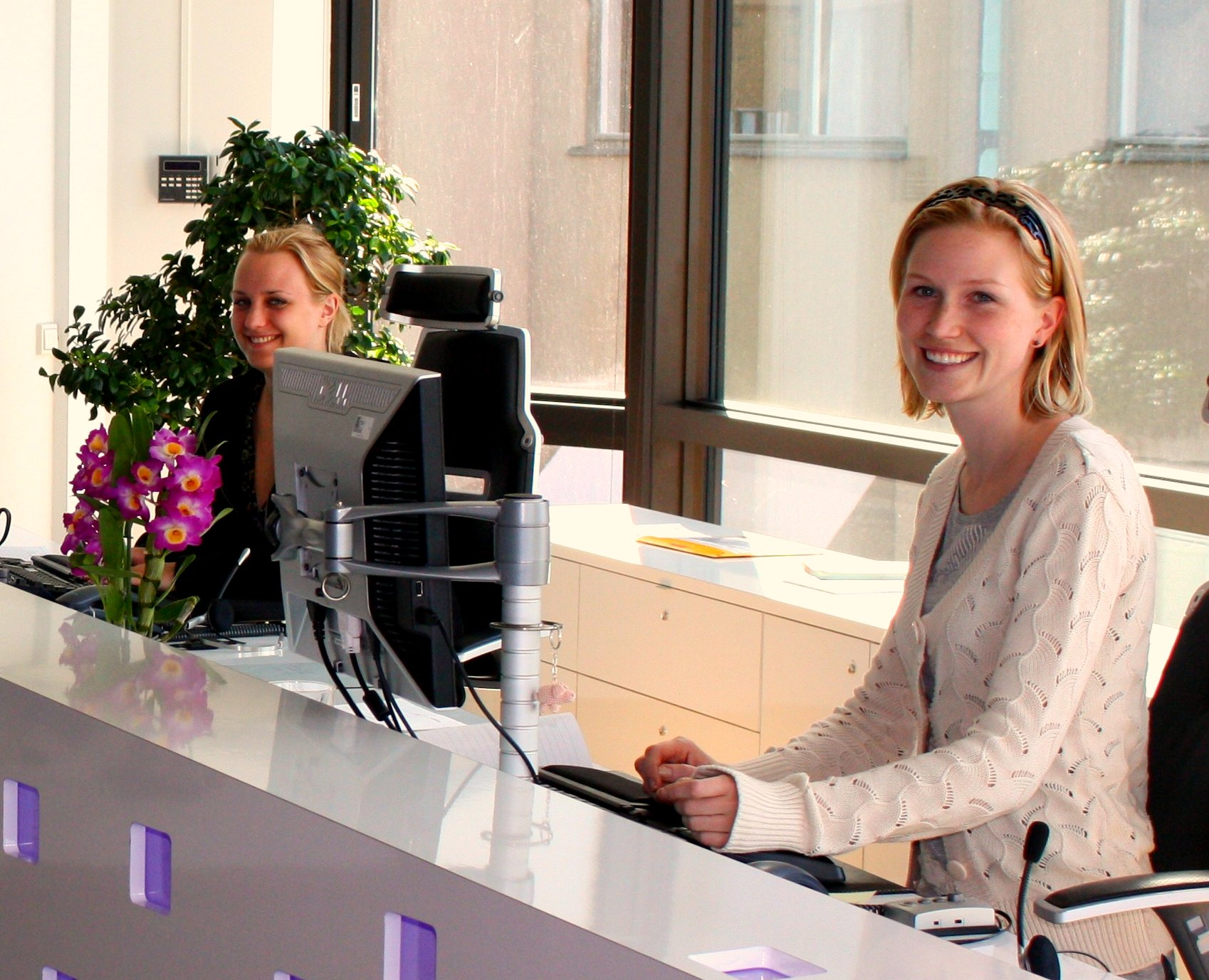
Recepcionistas de Estocolmo.

Colarinho-branco é um termo informal que se refere a um profissional assalariado ou a um profissional ensinado a executar tarefas semiprofissionais. Estas tarefas são administrativas, burocráticas ou de gerenciamento, opondo-se às do "colarinho azul", cujo trabalho requer emprego de mão-de-obra física.

## Origem do termo
O termo "colarinho-branco" primeiro foi usado por Upton Sinclair nas relações modernas clericais, administrativas e de supervisão de trabalhadores em 1930. O uso de Sinclair é relatado com o fato de que durante a maior parte do século XIX e século XX, os trabalhadores masculinos nos continentes América e Europa eram quase sempre vistos utilizando vestimentas com colarinho de cor branca.
Além disso, no sistema fabril do século XX dos países anglófonos, a cor das coberturas e das golas indicavam o status social dos trabalhadores: azul para operários, marrom para supervisores e branco para a equipe profissional, bem como para engenheiros. Uma pessoa de colarinho branco é alguém que trabalha em um escritório ou que não executa esforço físico.

## Os brancos e seus vestimentos
A proporção de colarinhos-brancos, usando como referência os Estados Unidos da América, passou de 17% de empregados no ano de 1900 para 59.4% de trabalhadores em 1998. Isso se deve ao avanço tecnológico e às mudanças ocorridas na estrutura econômica, além da ascensão da globalização.
Ainda há pouco tempo uma minoria dos trabalhadores rurais e das sociedades industriais primitivas, viraram uma maioria nas sociedades de países industrializados. A revolução tecnológica mais recente criou tarefas burocráticas muito desproporcionalmente, ainda diminuindo o número de empregados que executavam tarefas manuais nas fábricas. Geralmente, o salário dos colarinhos-brancos são maiores, mesmo que o termo não se refira somente a classes privilegiadas, e elite.
Em tempos recentes os trabalhadores tiveram vários graus variados da sua escolha de vestimenta. A etiqueta de como se vestir pode variar de "informal" - em que os trabalhadores são permitidos a vestir jeans e roupas casuais - a até mesmo a vestimenta "tradicional de escritório", tal como a camisa social e calça social, acompanhada de sapatos. Muitas companhias em dias atuais requerem que seus trabalhadores se vistam de maneira "politicamente correta", com calças próprias, tal como calça de veludo por exemplo, ou até mesmo camisas polo e camisas tradicionais. Por causa disto, nem todos sabiam o que seria chamado de trabalhadores de colarinho branco pelo fato de não sempre vestirem camisa branca e gravata. Isto significa dizer que embora seja "norma" em algumas multinacionais por exemplo, de vestir com camisa social, isto não se tem como o padrão mais aceito por causa das variações que ocorreram na maneira de se vestir e surgimento de outros "padrões".
Como exemplo do contraste do ambiente de trabalho, o maior índice de executivos pode ter escritórios ou salas que tem utensílios e móveis caros, com salas que possui uma vista expansiva para uma paisagem, enquanto que aqueles que realizam uma tarefa considerada pelos seus superiores "mais insignificante" possuem uma cubículo menor, com uma mesa que possui apenas alguns utensílios básicos com itens utilitários. Um exemplo da divergência de responsabilidades, quanto mais "bem-sucedido", os profissionais terão um grau de responsabilidade considerado mais abrangente e fundamental em empresas, enquanto que em oposição se reserva tarefas inferiores e mais limitadas, delegadas, especificamente, para o menor escalão.